# الجامعة الوطنية الأسترالية
الجامعة الوطنية الأسترالية هي جامعة بحثية عامة تقع في مدينة كانبيرا عاصمة أستراليا . ويقع الحرم الجامعي الرئيسي في اكتون ويحتوي على سبع كليات للتعليم والبحوث العلمية.
تأسست الجامعة الوطنية في عام 1946 . وتعتبر الجامعة حاليا المصنفة الأولى كافضل جامعة على مستوى استراليا والثانية والعشرون على مستوى العالم حسب تصنيف الجامعات العالمي QS .

## معرض صور

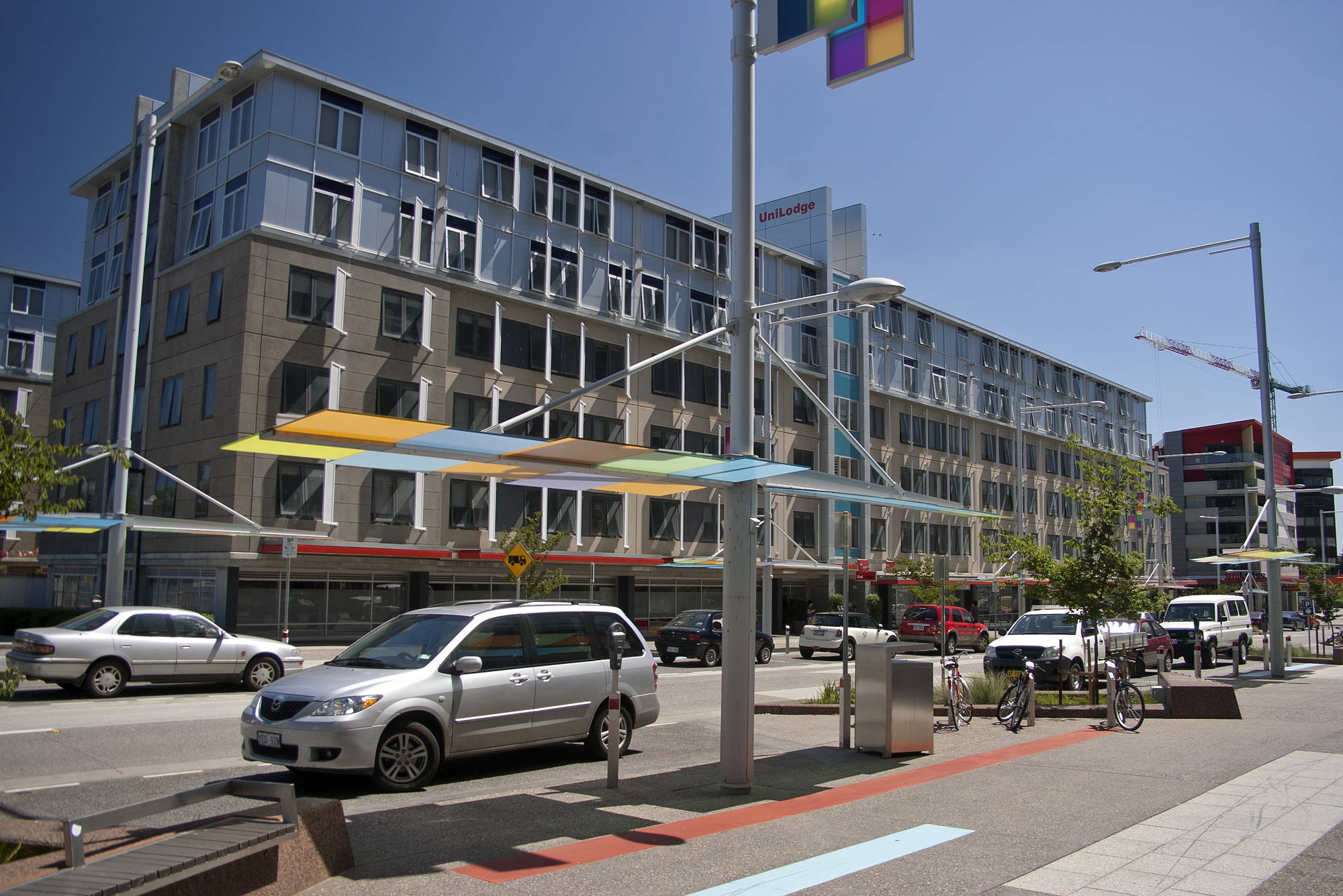
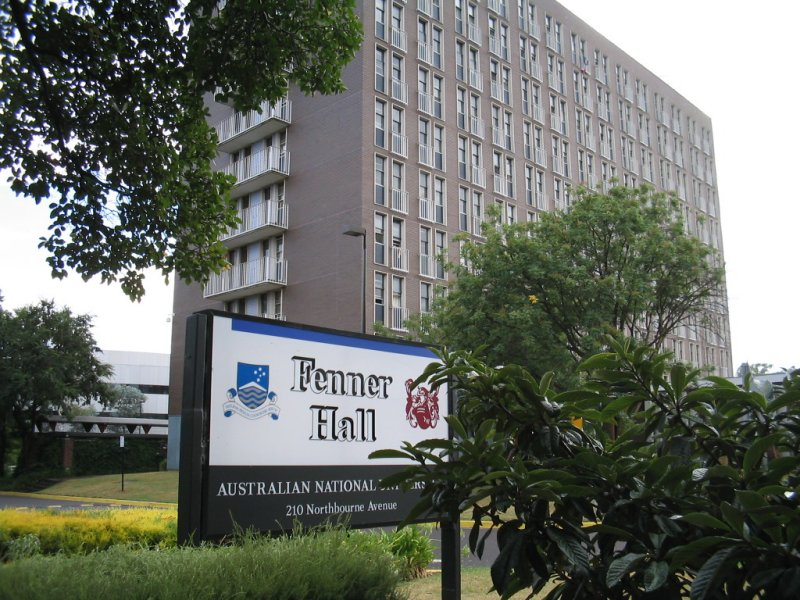
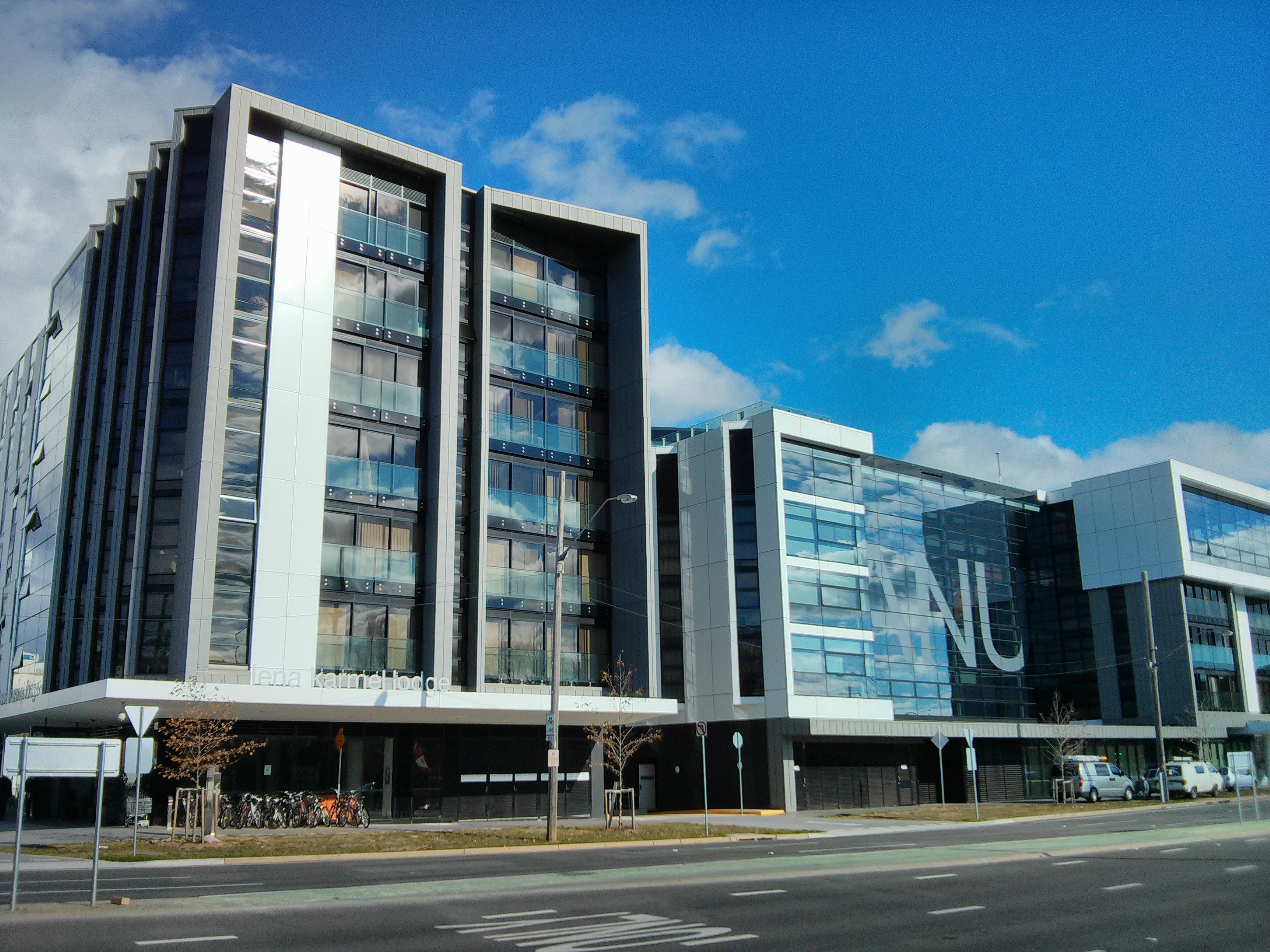
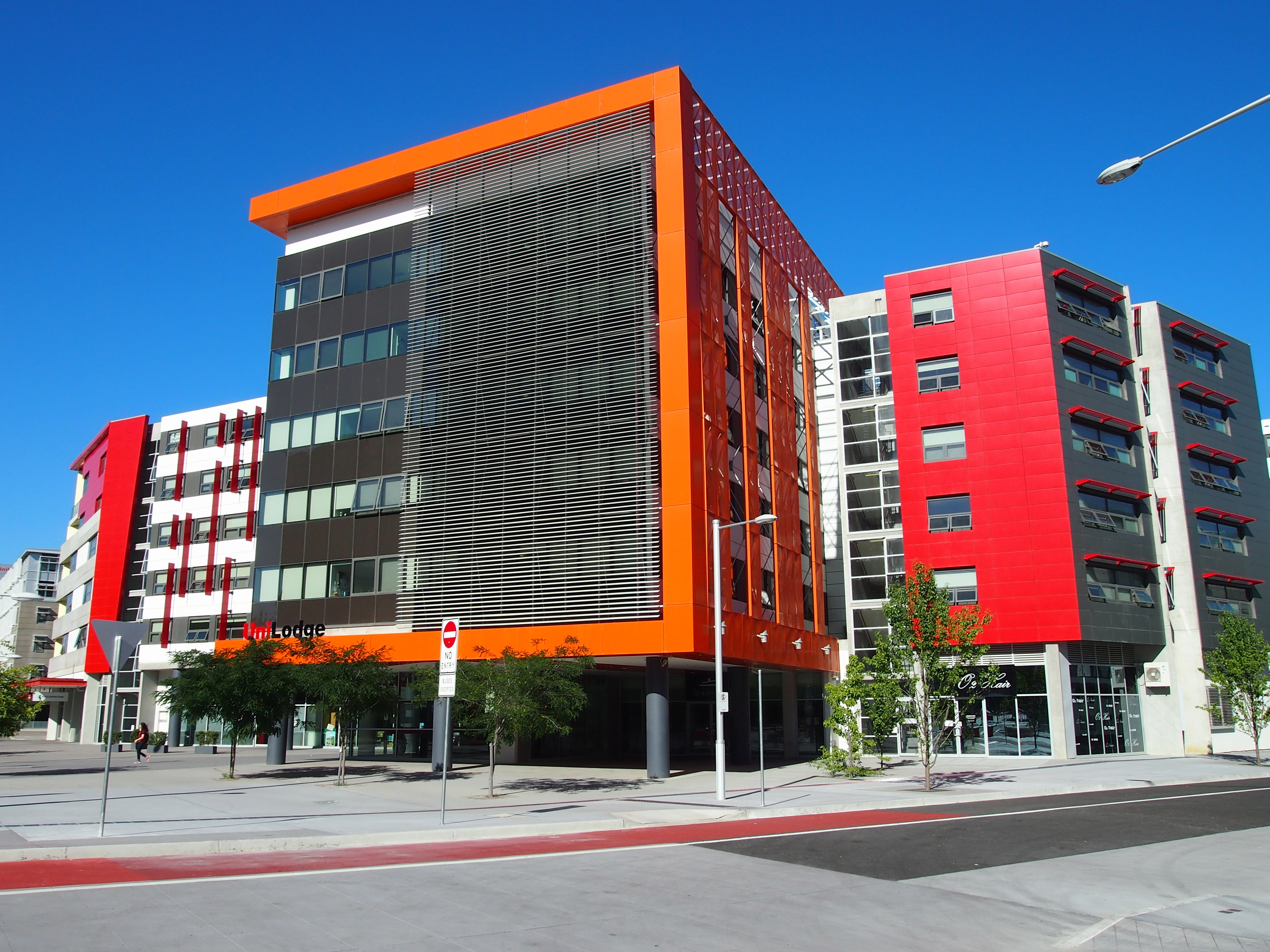